# غمراسة
غمراسة هي قرية جزائرية تقع في بلدية يسر - دائرة يسر - ولاية بومرداس ·  ·  ·  ·  ·  ·  · .